# Felice Bauer

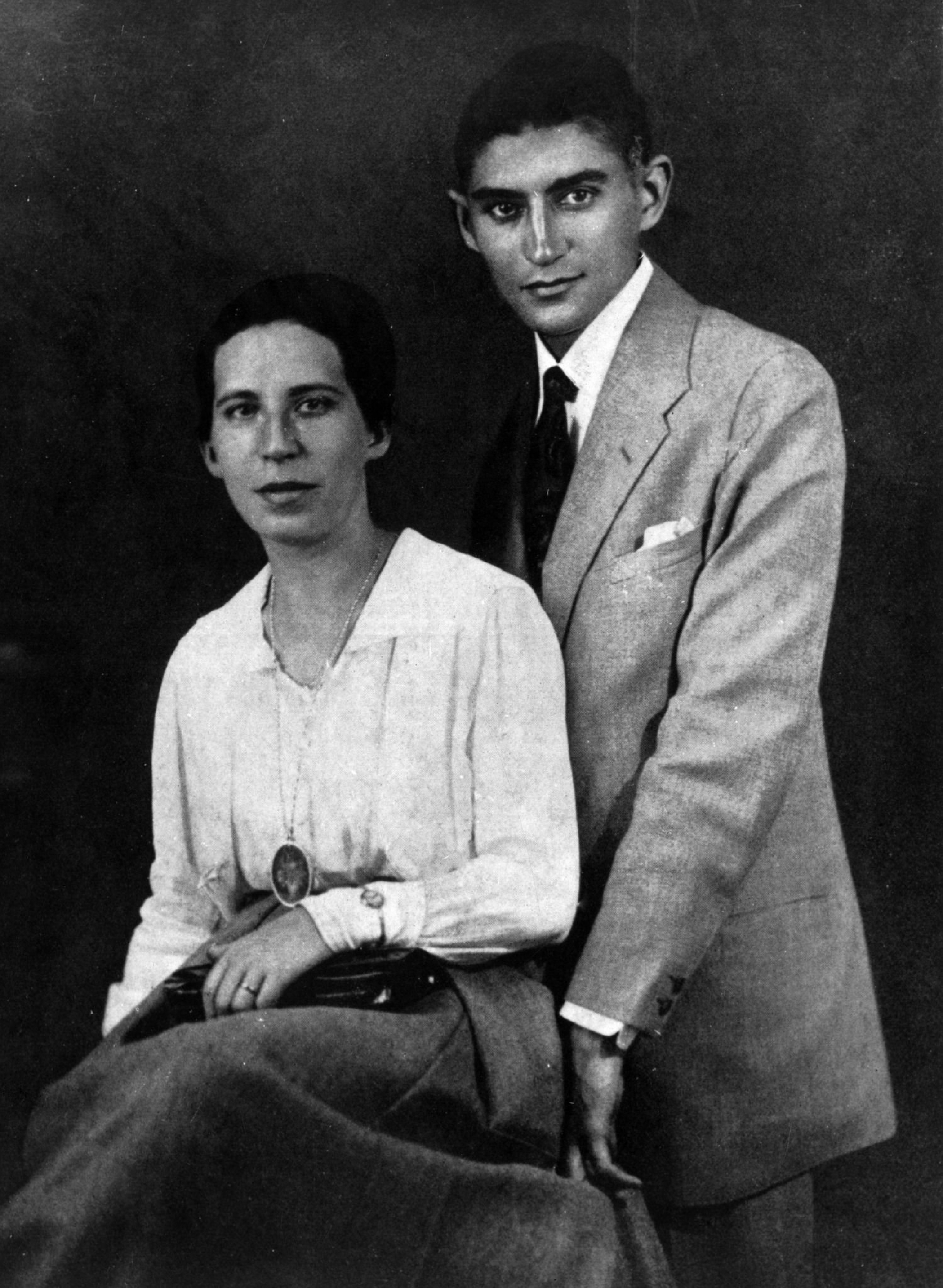
Felice Bauer mit Franz Kafka (1917)

Felice Bauer (geboren 18. November 1887 in Neustadt in Oberschlesien; gestorben 15. Oktober 1960 in Rye, New York, USA) war eine deutsche kaufmännische Angestellte und die erste Verlobte von Franz Kafka.

## Leben

### Herkunft und beruflicher Weg
Felice Bauer entstammte einer jüdischen kleinbürgerlichen Familie. Ihr aus Wien stammender Vater Carl Bauer (gestorben 1914) arbeitete als Versicherungsvertreter. Ihre Mutter Anna Bauer, geb. Danziger, war Tochter eines in Neustadt ansässigen Färbers. Bauer hatte vier Geschwister: Elisabeth (Else; 1883–1952), Ferdinand (Ferry; 1884–1952), Erna (1885–1978) und Antonie (Toni; 1892–1918). 1899 übersiedelte die Familie von Oberschlesien nach Berlin, wo der Vater als Agent einer ausländischen Versicherungsfirma zu arbeiten begann. Sechs Jahre lang, von 1904 bis 1910, lebten die Eltern Bauer getrennt, und Felice wollte ihrer alleinstehenden Mutter beim Unterhalt der Familie helfen.
Sie begann 1908 eine Handelsschulausbildung, musste diese jedoch wegen Geldnöten ihres Vaters abbrechen. Ab 1909 arbeitete sie als Stenotypistin bei der Berliner Schallplattenfirma Odeon. Ein Jahr später wechselte sie zur Firma Carl Lindström AG, die Diktiergeräte und Parlographen herstellte, wo sie nach kurzer Zeit befördert wurde. Als sie Kafka kennenlernte, war sie bereits zur Prokuristin aufgestiegen. Felice Bauer trug durch ihre gute berufliche Stellung eine große Verantwortung für den Unterhalt ihrer Familie.

### Franz Kafka
Franz Kafka und Felice Bauer lernten sich am Abend des 13. August 1912 kennen, als sie sich in Prag aufhielt. Sie begegneten sich im Haus von Kafkas Freund Max Brod, dessen Schwester mit einem ihrer Vettern verheiratet war. Es entwickelte sich eine wechselvolle Beziehung voller Schwierigkeiten. Kafka widmete ihr die 1913 veröffentlichte Erzählung Das Urteil  (Untertitel: Eine Geschichte für Felice B.). Der Briefwechsel zwischen beiden – Bauer wohnte weiter in Berlin – umfasst mehr als 500 Briefe und Postkarten Kafkas. Die Briefe Felice Bauers an Kafka wurden später von ihm vernichtet. Ermuntert durch Kafka arbeitete sie zeitweilig ab September 1916 in der sozialpolitischen Initiative Jüdisches Volksheim mit. Nachdem sich Franz Kafka und Felice Bauer zweimal ver- und wieder entlobt hatten, trennten sie sich 1917 endgültig.

### Heirat und Emigration
Knapp zwei Jahre nach der endgültigen Beendigung der Beziehung zu Franz Kafka heiratete sie im März 1919 den 14 Jahre älteren Bankprokuristen Moritz Marasse (1873–1950). Aus dieser Ehe gingen der Sohn Heinz (1920–2012) und die Tochter Ursula (1921–1966) hervor.
Mit der Weltwirtschaftskrise 1929 und dem Erfolg der Nationalsozialisten bei der Reichstagswahl 1930 endete das Familienglück. Unter finanziellen Verlusten übersiedelte die Familie 1930/1931 zunächst in die Schweiz. 1936 emigrierte sie nach Kalifornien. Felice Bauer musste dort die Familie mit Handarbeiten ernähren.
1950 starb ihr Ehemann. 1956 sah sich Felice Bauer durch eine Krankheit und die daraus resultierenden Geldnöte gezwungen, die Briefe, die sie von Kafka erhalten hatte, an den Verleger Salman Schocken zu verkaufen. Sie las Kafkas Briefe ein letztes Mal, bevor sie Salman Schocken das Bündel übergab. Sie starb 1960.
Der Musiker Adam Green (* 1981) ist ein Urenkel von Felice Bauer, Enkel ihres Sohnes Heinz Marasse.

## Kafkas Briefe
Das Verhältnis von Felice Bauer und Franz Kafka war in dessen Leben und Schaffen wichtig. Dementsprechend beschäftigt sich die Kafka-Forschung und -Rezeption bis heute damit. Das durch sie erhaltene Briefkonvolut wurde 1967 unter dem Titel Briefe an Felice auf Deutsch und 1973 in englischer Übersetzung herausgegeben.
Felice Bauer hatte mit Salman Schocken vereinbart, dass die Briefe nach der Veröffentlichung der Israelischen Nationalbibliothek in Jerusalem überlassen werden sollen, aber dessen Erben hielten sich nicht an die Vereinbarung. Im Juni 1987 wurden sie für 605.000 US-Dollar an einen anonymen Käufer versteigert (Felice Bauer hatte 8.000 Dollar erhalten).

## Weiterer Nachlass
Reiner Stach fand den Nachlass Felice Bauers in den USA. Dieser wurde 1999 in der Ausstellung „Kafkas Braut“ unter anderem in Frankfurt am Main, Wien und Prag gezeigt.

## Quelle
- Franz Kafka: Briefe an Felice und andere Korrespondenz aus der Verlobungszeit. S. Fischer, Frankfurt am Main 1967; ebd. 1982, ISBN 3-596-21697-4.